# Edgar C. Otálvora
Edgar C. Otálvora OL es el nombre público de Edgar Omar Contreras Otálvora (6 de septiembre de 1959 Tovar, Estado Mérida, Venezuela). Intelectual, periodista de análisis, político venezolano que ha ejercido funciones oficiales de alto gobierno y diplomáticas. Experto en política y economía latinoamericana, es columnista en diarios venezolanos y de Estados Unidos. Fue Director del diario El Nuevo País de Caracas entre 2006 y 2010. Se desempeñó como profesor en la Universidad Central de Venezuela. Fue un cercano colaborador del presidente venezolano Ramón J. Velásquez . Como escritor ha cultivado el género biográfico siendo el primero en publicar las biografías de los mandatarios venezolanos del siglo XIX Raimundo Andueza Palacio y Juan Pablo Rojas Paul, así como del colombiano Virgilio Barco Vargas. Columnista en Diario Las Américas de Miami desde 2014.

## Trayectoria pública

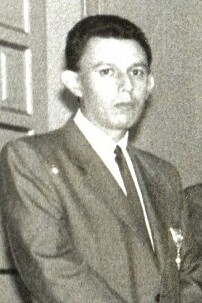
Edgar C. Otálvora en el Palacio de San Carlos en Bogotá en 1991.

Obtuvo el título de Economista en 1982 en la Universidad de Los Andes. En 2003 la Universidad Central de Venezuela (UCV) le confirió el magister scientiarum en Historia de América. Ha ejercido la docencia en la Escuela de Estudios Internacionales de la UCV y en el Postgrado de Historia de América de la misma universidad. En 1990 fue nombrado Secretario Ejecutivo de la Comisión presidencial de asuntos fronterizos colombo-venezolanos (COPAF). A mediados de 1993 asumió como director general (viceministro) del Ministerio de la Secretaría de la Presidencia por decisión de Ramón J. Velásquez quien fuera designado por el Congreso Nacional como Presidente de la República ante la apertura de un juicio al para entonces Presidente Carlos Andrés Pérez. Entre 1994 y 1999 fue Jefe de los Departamentos Políticos de las Embajadas de Venezuela en Bogotá y Brasilia así como Cónsul General en Belém do Pará, Brasil. Ha sido consultor y asesor de  Hewlett-Packard MCA Latinamerica, de la Fundación Friedrich Ebert, la Universidad para la Paz y la Organización Internacional para las Migraciones.

## Periodismo

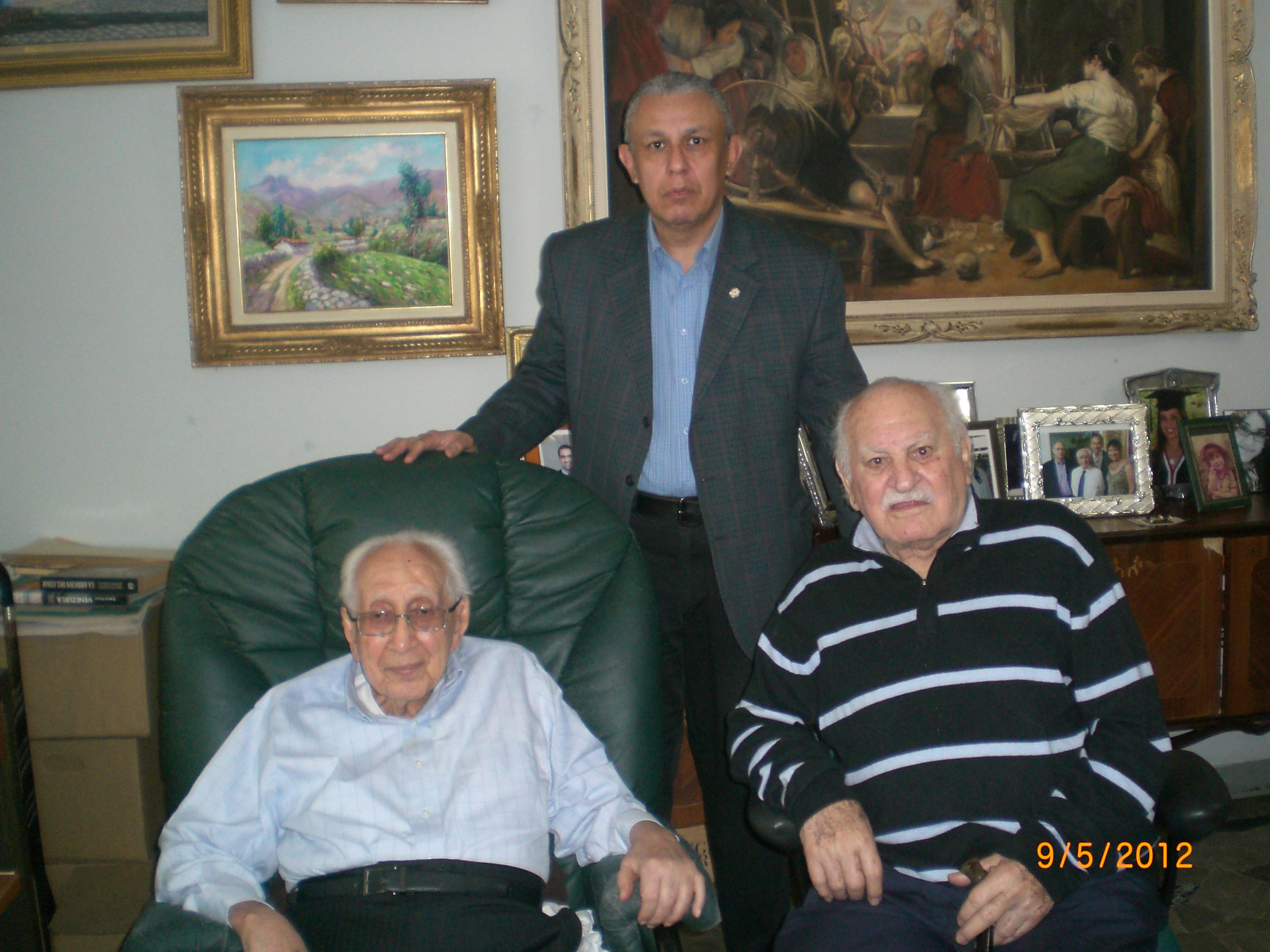
Ramón J. Velásquez, Pompeyo Márquez y Edgar C. Otálvora en Caracas.

Su carrera periodística la inició en 1980 como columnista en el Diario Frontera de Mérida. Fue parte del equipo redactor de la Revista AZUL de la Universidad de los Andes. Sus columnas de opinión comienzan a ser publicadas en 1982 en el diario El Nacional de Caracas y, poco después, en El Universal, en este último como crítico en las Páginas Culturales dirigidas por Sofía Ímber. A mediados de los noventa dirigió la revista Venezuela en Colombia editada por la Embajada de Venezuela en Bogotá. Especializado en temas de política latinoamericana, fue redactor de la columna Mirando el Vecindario en el vespertino El Mundo de Caracas entre el 2004 y el 2006. Al asumir la dirección del diario El Nuevo País comenzó la producción de su Informe Otálvora reproducido en numerosas publicaciones electrónicas en Latinoamérica. Editor del portal de noticias Noticias Clic  desde 2011 hasta 2013. Desde marzo del 2014 está vinculado con el periódico Diario Las Américas de Miami donde publica su "Informe Otálvora".

## Arte conceptual
En los años ochenta incursionó en el arte conceptual y junto a Luis Astorga Junquera creó el Grupo Pleonasmo orientado hacia el performance art. Participó en el XLI Salón de Artes Visuales “Arturo Michelena” (Ateneo de Valencia, Valencia, 1982 ), la primera ocasión en la cual este salón abrió la competencia al “arte no convencional”. En 1983 el Grupo Pleonasmo fue invitado a la exposición “Autoretrato” en la galería “Espacio Alterno” de la  Galería de Arte Nacional situado en el Ateneo de Caracas, como parte de la programación del V Festival Internacional de Teatro de Caracas.

## Libros y artículos académicos
- Venezuela de Trump a Trump (pasando por Biden) (2025) ISBN 979-8291358818
- Venezuela Juego Trancado (2020) ASIN B08Q324J98 - ISBN 9798578700408
- De Caracas a Brasilia 46 años en Brasil:cercano y lejano (Edmundo González Urrutia. Coordinador. Caracas. Instituto de Estudios Parlamentario Fermín Toro - UCAB. 2019) ISBN 978-980-244-000-0
- Venezuela un problema global. Libro electrónico (2019) ASIN B07RG1QDMB
- Venezolanos en Fuga. Libro electrónico (2014) ASIN B00PGNOIJK
- La Década Roja de América Latina. Libro electrónico. (2013) ASIN B00ESWXQ7U
- CASTRO & CHAVEZ. Libro electrónico. Edición en inglés (2011) ASIN B005KT1IN4
- CASTRO & CHAVEZ. Libro electrónico.(2011) ASIN B005GAPO0U
- Un Barco Liberal. (Biografía de Virgilio Barco Vargas) ASIN B0050D1QAA
- Cooperación, integración o fusión militar en Suramérica en "Venezuela en el contexto de la seguridad regional" (Caracas, ILDIS, 2007)
- Retos y perspectivas de la integración energética en América Latina.(Coautor). Kart-Peter Schütt y Flavio Carucci (coordinadores). (Caracas, ILDIS, 2007)
- Integración, Des-Integración y Gasoducto del Sur: Cambios políticos y sed de gas en la Suramérica de principios de milenio. (Caracas, ILDIS, Fundación Friedriech Ebert, 2006)
- Raimundo Andueza Palacio. (Caracas, Biblioteca Biográfica Venezolana-Diario El Nacional, 2006) ISBN 9803950320
- Cooperación, integración o fusión militar en Suramérica. (Caracas, ILDIS, Fundación Friedriech Ebert, 2006)
- Aproximación a la agenda de seguridad de Venezuela con Brasil. (Caracas, ILDIS Fundación Friedriech Ebert, 2005)
- Juan Pablo Rojas Paúl. (Caracas, Biblioteca Biográfica Venezolana-Diario El Nacional, 2005) ISBN 9806915097.
- La Crisis de la Corbeta Caldas. (Caracas, Editorial Pomaire, 2003). Incluye biografías de los expresidentes Jaime Lusinchi y Virgilio Barco Vargas. ISBN 9800406559. ASIN B0050E2N56.
- RJV: La red de Liberales y Socialdemócratas. En "Ramón J. Velásquez. Estudios sobre una trayectoria al servicio de Venezuela". (Caracas, Universidad Metropolitana - Universidad de los Andes-Núcleo Táchira, 2003) ISBN 9803662732.
- Frontera en Tiempos de Globalización: El proyecto ZIF. (Revista Venezolana de Economía y Ciencias Sociales, Universidad Central de Venezuela, Vol. 9, No.1, enero-abril de 2003)
- El Contencioso Venezuela – Guyana: un tema del Caribe. (Cuadernos del CENDES, Universidad Central de Venezuela. No.49, 2002)
- EL PEZ. (Caracas, edición del autor, 2001)
- Venezuela: Geohistoria y Futuro. Ensayos en honor a Pedro Cunill Grau. (Coautor). (Caracas, Universidad Central de Venezuela, 1997) ISBN 9800012621.
- La Paz Ramónica. (Notas sobre un gobierno de transición). (Caracas, Editorial Pomaire, 1994) ISBN 9802901199. Segunda edición ampliada y revisada, en versión digital (2011) ASIN B00507QJYE.
- Eustoquio. (Biografía de Eustoquio Gómez). (Caracas, Editorial Pomaire, 1993. Segunda edición) ISBN 9802901121
- La Frontera Occidental Venezolana: Un análisis tendencial. En "La Frontera Occidental Venezolana. Propuestas de Política". (Coatuor). (Caracas, Comisión Presidencial para Asuntos Fronterizos Colombo-Venezolanos, 1992) ISBN 9800301232
- Hacia una política para la frontera con Colombia. (Introducción y encargado de la edición). (Caracas, Comisión Presidencial para Asuntos Fronterizos Colombo-Venezolanos, 1991) ISBN 9800301062.
- El Estado venezolano en la era del Pacman: La política informática del Estado venezolano. En "27 Temas sobre Venezuela". (Caracas, Ediciones del Congreso de la República, 1988) ISBN 980231059X.
- Eustoquio.(Biografía de Eustoquio Gómez). (Caracas, Revista Bohemia, 1985)
- No te mueras aún queda helado de mantecado. (Mérida, Universidad de los Andes, 1984)
- Proyecto para una Crisis. Crítica a la Universidad populista. (tres tomos). Introducción, selección y apostillas, en colaboración con José Mendoza Angulo. (Mérida, Ediciones de la Universidad de los Andes, 1984)
- París Mayo Junio 1968.(Mérida, Colección La Senda y El Surco. Editado por Rafael Cartay. Facultad de Economía. Universidad de los Andes, 1980)

## Condecoraciones
- Orden al Mérito Grão Pará. Comendador. 1998. Conferida por el Gobierno del Estado do Pará, Brasil.
- Orden Francisco Fajardo. Primera Clase. 1997. Conferida por el Gobierno del Distrito Federal. Caracas, Venezuela.
- Orden del Libertador. Gran Oficial. 1994. República de Venezuela.
- Distinción Bicentenaria. 1994. Conferida por la Corporación Consultiva de la Distinción, por valiosos servicios prestados a la Universidad de Los Andes. Mérida, Venezuela.
- Orden Francisco de Miranda. Comendador. 1993. República de Venezuela.
- Botón Honor al Mérito. Única clase. 1993. Conferido por el Consejo Nacional de Seguridad y Defensa. República de Venezuela.
- Orden Honor al Mérito. Oficial. 1991. Conferida por el Gobierno de la República de Colombia.